# Климашівка (роз'їзд)
Климашівка — залізничний роз'їзд Жмеринської дирекції Південно-Західної залізниці на дільниці Старокостянтинів I — Гречани між зупинними пунктами Заруддя (3 км) і Черепівка (4 км). Розташований  за 1 км на північ від однойменного села Хмельницького району Хмельницької області.

## Історія
Роз'їзд відкритий у 1914 році.